# METRANS Rail

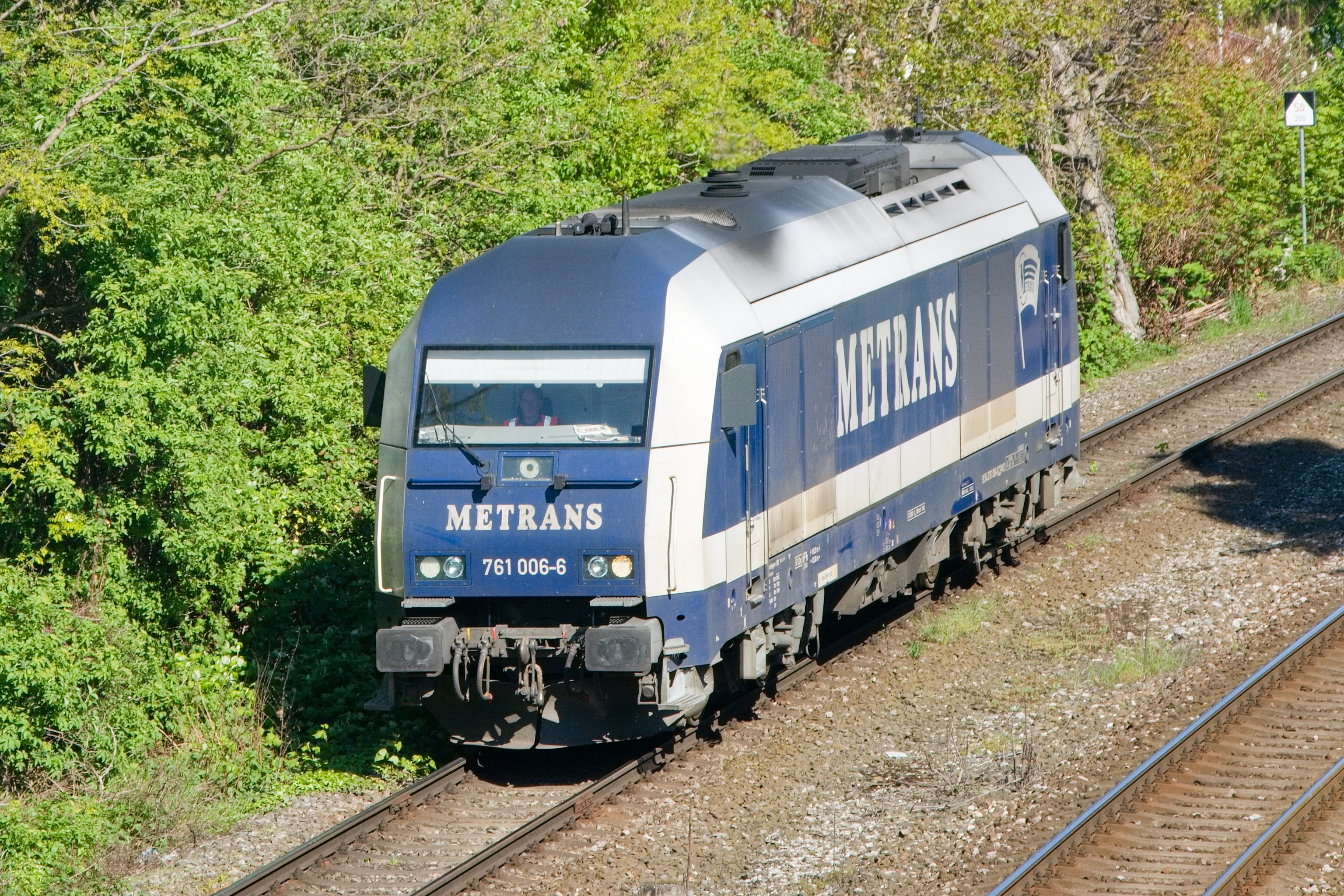
Lokomotiva 761.006 mateřské společnosti Metrans

METRANS Rail s.r.o. (starší názvy RAILTRANSPORT s.r.o. a RAILTRANS s.r.o., VKM: MTR), se sídlem v Praze (dříve v Sokolově) je soukromý český železniční dopravce. Majoritním vlastníkem firmy je kontejnerový operátor METRANS. Firma byla 100% vlastníkem německého dopravce Transport-Schienen-Dienst GmbH (jednatel Radan Stift), který se transformoval v Metrans Rail Deutschland GmbH.

## Historie
Společnost založili v roce 2003 Petr Šimral ze Sokolova a Radan Stift z Jiříkova. Firma byla zapsána do obchodního rejstříku 22. října 2003 pod názvem Railtrans. Později se firma přejmenovala na Railtransport kvůli časté záměně s firmou Railtrans působící v Rumunsku. Zakladatelé společnosti, kteří tehdy měli shodně obchodní podíl 50 % se stali i jejími jednateli. V roce 2009 do společnosti majetkově vstoupila firma METRANS, která získala obchodní podíl 50 %, původní majitelé si ponechali podíl 25 a 25 %. 11. března 2011 pak METRANS zvýšil svůj podíl ve firmě na 80 % a původním majitelům zůstal podíl 10 a 10 %. Již v roce 2010 přitom Šimral se Stiftem přestali být jednateli společnosti (těmi se stali Jaromír Polesný a Martin Hořínek) a sídlo společnosti bylo přeneseno do terminálu METRANSu v Praze-Uhříněvsi. Začlenění do skupiny METRANS bylo završeno 18. července 2011 změnou názvu firmy na METRANS Rail. V roce 2014 pánové Šimral a Stift podíly ve společnosti Metrans Rail ztratili a stoprocentním vlastníkem se stala společnost Metrans. Jednateli byli Martin Hořínek a Jindřich Novák. Petr Šimral vykonával funkci projektového manažera a Radan Stift byl převeden pod společnost Metrans Rail Deutschland se sídlem v Lipsku.[zdroj?]

## Nákladní doprava
Jednatel firmy Petr Šimral v roce 2007 uvedl, že objem nákladní dopravy realizované společností Railtrans roste každoročně o 100 %. Významný nárůst přeprav byl očekáván v souvislosti se vstupem německého dopravce Mittelweserbahn (MWB) do firmy Railtrans, k čemuž nedošlo. Později MWB zanikla a stala se součástí EVB. Část zaměstnanců MWB se zánikem nesouhlasila, z firmy odešla a stala se základem transformované společnosti Metrans Rail Deutschland GmbH (například jednatel Roger Mahler).
Společnost se specializovala například na přepravu železničních vozidel do opraven a z opraven. Pravidelně Railtrans přepravoval metylester řepkového oleje (MEŘO) v kotlových vozech z Česka do Německa. Na území Německa se Railtrans zabýval především dopravou stavebních strojů a dalších mechanismů.
V roce 2008 začal Railtrans spolupracovat s kontejnerovým operátorem Metrans, pro kterého v červenci 2008 odvezl zkušebně pár kontejnerových vlaků mezi terminály Praha-Uhříněves a Dunajská Streda.
V červnu 2010 společnost uskutečnila zkušební dopravu uceleného kontejnerového vlaku v relaci Rotterdam - Praha-Uhříněves, která byla v celé trase uskutečněna jednou lokomotivou bez přepřahu. Jednalo se o lokomotivu typu Siemens ES64F4 (konkrétní stroje ES64F4-085 pronajatý od firmy MRCE Dispolok). Dopravcem v Nizozemsku byl Rotterdam Rail Feeding a v Německu Transport-Schienen-Dienst. Po kapitálovém vstupu METRANSu se firma soustředila na přepravy kontejnerových vlaků pro svou matku. Ty byly zpočátku vedeny různými stroji Bombardier TRAXX F 140MS pronajatých od společnosti Railpool.
V roce 2014 bylo objednáno společností Metrans u firmy Bombadier 20 lokomotiv typu Traxx F 140 MS (česká řada 386) ve verzi D-A-PL-CZ-SK-H pro takzvaný projekt Hamburg 2015. Jednalo se o převzetí vozby vlastními náležitostmi od státních dopravců DB Schenker a ČD Cargo mezi kontejnerovými terminály Praha Uhříněves a Česká Třebová na české straně a Hamburg a Bremenhaven na německé straně. Lokomotivy byly dodány na přelomu let 2014/2015 a v červnu 2015 společnost Metrans potvrdila opci na dalších 10 kusů. Metrans Rail byl provozovatelem těchto lokomotiv. Nové lokomotivy byly také využívány na vlacích z Prahy do Duisburgu a do Salcburku a na vlaku Dunajská Streda - Ludwigshafen.

## Osobní doprava Zittau – Liberec

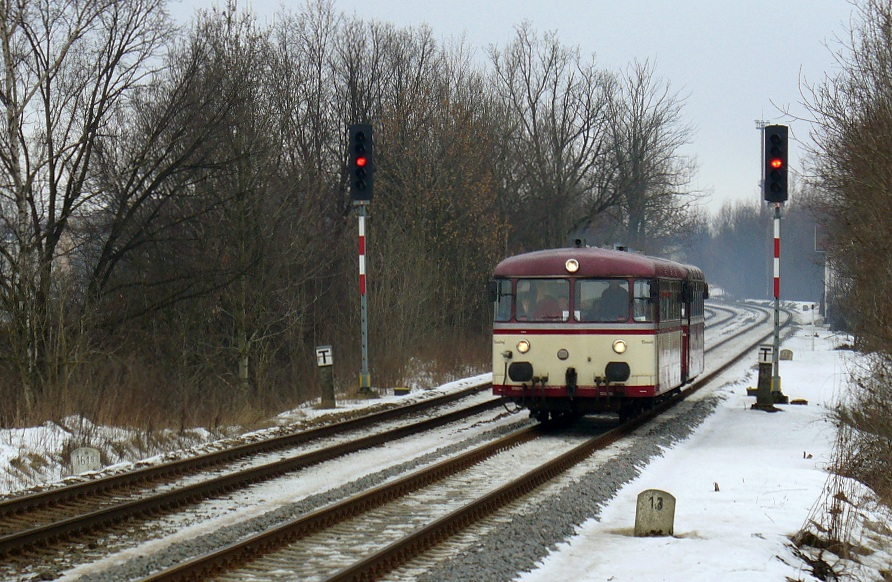
Motorový vůz Uerdingen opouští Liberec

Od 1. září 2004 do 11. prosince 2010 Railtrans ve spolupráci s německou společností SBE (Sächsisch-Böhmische Eisenbahngesellschaft, Sasko-česká dráha) provozoval pravidelnou osobní dopravu na trase Zittau – Liberec (na části trati 089, v německém číslování na části trati 236) jako prodloužení stávajících spojů společnosti SBE na takzvané Mandaubahn (Mandavské dráze) v trase Eibau – Seifhennersdorf – Varnsdorf – Großschönau – Zittau. Zpočátku provozovala jeden pár spojů každý pracovní den, od 11. prosince 2005 už čtyři páry spojů v pracovní den. Provoz v tomto úseku nebyl dotován a podle sdělení firmy byl údajně ztrátový. Jízdné bylo výrazně nižší než u Českých drah, jejichž doprava zde dotována byla. Ročně firma přepravila v úseku Liberec - Zittau asi 100 tisíc cestujících.
Od 12. prosince 2010 provozoval regionální dopravu na této trati německý dopravce Vogtlandbahn pod obchodním označením Trilex.

## Zvláštní jízdy
Od prosince 2003 Railtrans jako dopravce také zaštiťoval výletní jízdy zvláštním rychlíkem SBE v trase Zittau – Praha hlavní nádraží a zpět. Zpočátku šlo o ojedinělou akci, na rok 2006 již bylo takových jízd plánováno 12, přičemž v letní sezoně každé dva týdny. V německém jízdním řádu měl tento pár rychlíků čísla MR 948 a MR 949.

## Osobní doprava Praha – Ostrava
V dubnu 2006 se objevila v médiích zpráva od jednatele Petra Šimrala, že koncem roku 2006 chce Railtrans provozovat svůj RT Express na trase Praha – Olomouc – Ostrava, a to devět jízd denně každým směrem v intervalu 2 hodiny, s výrazně nižším jízdným (zhruba polovičním), než se platí v Pendolinu Českých drah, jen o málo pomaleji a rovněž bez dotací. Na diskusním serveru Českých drah se objevila koncem října informace od jednatele firmy, že jednosměrná jízdenka Praha - Ostrava bude stát 240 Kč (jízdenka Pendolinem přitom stála 500 Kč).
Na vlaku RT EXPRESS (dopravce název psal RTexpress) měly být řazeny vozy pronajaté od německých firem Euro-Express Sonderzüge GmbH & Co. KG a IGE Bahntouristik GmbH & Co. KG a vlak měl být tažen lokomotivou Siemens ES64F4 pronajatou od firmy Dispolok.
Podle týdeníku Profit jednal Railtrans o tom, že by jeho vlaky jezdily pod značkou Student Agency. Ta na nabídku nepřistoupila, protože doprava měla probíhat staršími pronajatými vozy, zatímco Student Agency chtěl kolem roku 2008 zahájit v této trase dopravu zcela novými soupravami.
Doprava byla zapracována do jízdního řádu od 10. prosince 2006 jako vlaky RT EXPRESS č. IC 1050–IC 1067. 29. listopadu 2006 dopravce na poslední chvíli zrušil předváděcí jízdu pro novináře. Kvůli neschválení lokomotiv Siemens ES64F4 českým Drážním úřadem pro provoz na českých tratích (dopravce uváděl, že žádost o schválení byla podána v dubnu 2006) a selhání náhradního řešení (použitím lokomotiv české řady 140) bylo zahájení provozu prvního novodobého soukromého rychlíku sdělením společnosti z 29. listopadu 2006 odloženo na neurčito.
V září 2007 společnost projekt zastavila. Jako důvody uvedla, že ve věcném návrhu zákona o veřejné dopravě se v první polovině roku 2007 objevil institut „regulačního stupně“, umožňující upřednostnit provozování „dopravy ve veřejném zájmu“ před komerčními dopravci, což může znamenat preferování ekonomicky méně efektivních, tedy dotovaných dopravců. Z důvodu posílení dopravy Českých drah v trase Praha – Brno nezbyla pro vlaky projektu RT kapacita trati mezi pražskými stanicemi Libeň a Běchovice, takže by vlaky musely vyjíždět z méně významných stanic jako Smíchov nebo Vršovice. Navíc firma Siemens včas nezískala homologaci pro lokomotivu, která dopravu měla provádět.

## Vozidla

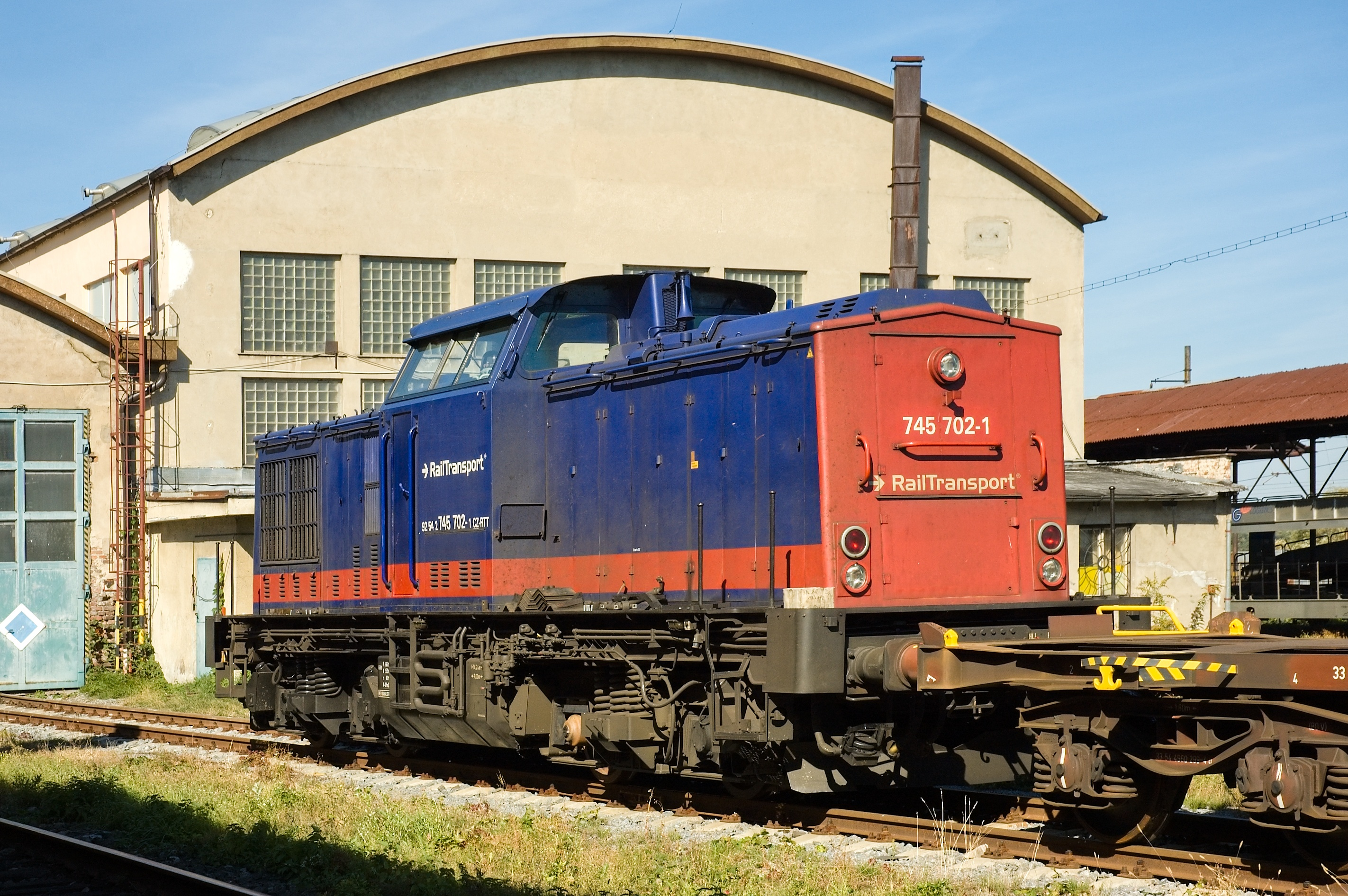
„Faustovka“ 745.702 v dílnách Metrans Dyko Rail Repair Shop

V roce 2005 Railtrans zakoupil dvě lokomotivy typu V100 Ost, které měly českým Drážním úřadem přidělena čísla 745.501 (dnes 745.701) a 745.502. V roce 2007 Railtrans dále vlastnil čtyři lokomotivy V60 Ost. V případě potřeby si Railtrans krátkodobě pronajímal lokomotivy od českých a slovenských pronajímatelů (lokomotivy řad 140, 210, 740, 742 a 753) nebo ze zahraničí (BR232, Siemens ER20, V100).
Společnost dále mohla používat lokomotivy od německého dopravce Mittelweserbahn, především řad V100 West, V100 Ost a Siemens ES64U2.
Pro zajištění vozby vlaků Praha-Rotterdamm (později z Dunajské Stredy a České Třebové) byly pronajaty lokomotivy typu Traxx F 140 MS verze D-A-NL-B. U společnosti se vystřídaly v průběhu času lokomotivy 186.181, 182, 183, 187, 240, 289, 291 a 423.
Krátce provozoval Metrans Rail motorové lokomotivy řady 761 (Siemens typ ER20), které si mateřská společnost Metrans pořídila v letech 2011-2013 v počtu 7 kusů na vlacích Praha-Salcburk přes Furth im Wald. Později se všechny lokomotivy tohoto typu nacházely u společnosti Metrans /Danubia/ v Dunajské Stredě. Na podzim 2014 k nim přibyla další tohoto typu, koupená jako ojetá z poolu Dispolok - 223.002.
Od poolu MRCE Dispolok si společnost podle potřeby pronajímala stroje typu Siemens ES64F4, ty však byly časem převeden pod Metrans Rail Deutschland pro zajištění vnitroněmecké dopravy. U společnosti se vystřídaly lokomotivy 189. 157, 159, 452, 453, 840. Nyní se Metrans Rail Deutschland specializuje jen na typ Traxx řad 145, 185.0 a 185.2 od různých pronajímatelů, například i od SBB Cargo. V roce 2014 začala společnost Metrans Rail s.r.o. odebírat lokomotivy typu Traxx F140 MS. Dnes má firma již 40 traxxů, posledního s českou registrací 386.040 firma převzala v říjnu 2018. V současné době (2019) má společnost objednáno až 30 moderních lokomotiv typu Vectron.
Obě dvě lokomotivy V 100 Ost 745.701 a 702 by se měly vrátit od Metransu zpět po zaplacení leasingu Radanu Stiftovi coby soukromé osobě.